# 上海市向明中学
上海市向明中学，简称向明中学、向明，是上海市市重点中学，上海市级实验性、示范性高级中学。其前身是震旦女子文理学院，为震旦大学附属中学，由清朝末期的著名教育家马相伯先生于1902年创建，1952年改为现名。学校地处市商业旅游文化中心城区，与淮海路商业街毗邻。向明中学是上海市的老牌重点中学之一，参加上海市六校联考（原十校联考），办学成果斐然。
向明中学共有两个校区，一个是卢湾校区，是传统意义上的向明中学的所在地；另一个是浦江校区，是2002年新建的“向明世博中学”的校区，现在称为上海市向明中学浦江校区，由向明本部卢湾校区派老师进行教学管理。

## 知名校友
- 梅葆玖：著名京剧表演艺术家，梅兰芳先生之子，梅派京剧传人
- 章含之：著名外交家、翻译家，民国著名学者章士钊先生养女，原外交部部长乔冠华夫人
- 王振义：著名医学家，中国工程院院士，国家最高科技进步奖获得者，上海交通大学医学院教授、瑞金医院
- 童志鹏：我国军事电子高新技术开拓者、奠基者与带头人之一，中国工程院院士
- 陈祖煜：著名水利水电、土木工程专家，中国科学院院士
- 陆佑楣：著名水利水电工程专家，中国工程院院士
- 谢世楞：著名港口和海岸工程专家，中国工程院院士
- 唐九华：著名光学专家，中国科学院院士
- 叶铭汉：著名高能物理专家，中国工程院院士
- 戚正武：著名化学家，中国科学院院士
- 戎嘉余：著名古生物学专家，中国科学院院士
- 闻雪友：著名舰船燃气轮机专家，中国工程院院士
- 陈赛娟：著名细胞遗传学学家，中国工程院院士，上海交通大学医学院教授
- 糜振玉：著名军事学家，中国人民解放军中将
- 陆佑中：著名气象学家，中国人民解放军中将
- 胡斐佩：中国人民解放军外国语学院原副院长、中国人民解放军少将
- 李淑铮：原全国人大常委会委员、外事委员会副主任委员、原中共中央对外联络部部长
- 屠培林：著名记者，原新华社常驻联合国高级记者
- 吴复民：著名记者，上海第一位女高级记者，新华社首届十佳记者
- 陈建：著名外交官，联合国前副秘书长、中国人民大学国际关系学院院长
- 伍贻康：著名欧洲问题专家，中国欧盟研究会会长，复旦大学教授
- 唐龙彬：著名外交官，原外交部部长助理，亲身参与基辛格秘密访华、尼克松访华
- 袁士槟：著名外交官、英语教育家，《跟我学》英语节目主讲人
- 卢秋田：著名外交官，中国人民外交协会名誉会长
- 薛范：著名译配家、翻译家
- 华民：著名经济学家，复旦大学教授
- 李宝芳：著名地质学家，全国政协委员、中国地质大学教授
- 王安忆：著名作家，全国作协副主席、上海市作协主席、复旦大学教授，代表作《长恨歌》
- 叶瑾：著名游泳教练员，中国人民解放军少将，国家游泳高级教练
- 庄泳：著名游泳运动员，巴塞罗那奥运会金牌获得者，中国第一位游泳奥运冠军
- 刘炜：著名篮球运动员，中国男子篮球队队长、上海玛吉斯大鲨鱼男子篮球队队长
- 郑惠强：上海市人大常委会副主任、民盟中央常委、民盟上海市委主委、同济大学副校长
- 杨磊：全国劳动模范，上海隧道工程股份有限公司前董事长
- 钱乃荣：著名语言专家，吴语研究专家
- 王津元：上海电视台著名新闻主播
- 林海：中央电视台、上海电视台著名节目主持人

## 外部連結
- （简体中文）上海市向明中学